# Sjeverni kanal
Sjeverni kanal (engleski: North Channel, irski: Sruth na Maoile) je morski tjesnac između Škotske i Sjeverne Irske, odnosno između Irskog mora i Atlantskog oceana.

## Geografija
Sjeverni kanal je na svom najužem dijelu između rta Mull of Kintyre na poluotoku Kintyre (Škotska) i rta Torr Head u Irskoj širok 21 km, a na najširem dijelu 40 km. Dug je nekih 170 km, vrlo je dubok i ima snažne plime i oseke tako da njegovi valovi dostižu brzinu od 12 km/h.
Obale Sjevernog prolaza vrlo su razvedene, naročito sa škotske strane gdje se nalaze brojni tjesnaci, zaljevi i estuariji kao Kanal Jura, Kilbrannan, Firth of Clyde, uz otoke Arran, Gigha i Ailsa Craig, dok se s irske nalazi veliki Belfast Lough.

## Vanjske poveznice
- North Channel na portalu Encyclopædia Britannica (engl.)